# Szumlany
Szumlany (ukr. Шумляни) – wieś na Ukrainie, w obwodzie tarnopolskim, w rejonie tarnopolskim. 
W II Rzeczypospolitej wieś w powiecie podhajeckim województwa tarnopolskiego.
W latach 1939–1943 nacjonaliści ukraińscy z OUN-UPA zamordowali tutaj 64 Polaków, w tym 46 w nocy z 18 na 19 września 1939 r. Spalono też część polskich zagród.
Do 2020 w rejonie podhajeckim.

## Urodzeni
- w 1895 w Szumlanach urodził się Józef Groszek, major piechoty Wojska Polskiego.